# Odontolochus monteithi
Odontolochus monteithi är en skalbaggsart som beskrevs av Zdzisława Stebnicka och Henry Fuller Howden 1996. Odontolochus monteithi ingår i släktet Odontolochus och familjen Aphodiidae. Inga underarter finns listade i Catalogue of Life.